# Microsoft Windows Malicious Software Removal Tool
Microsoft Windows Malicious Software Removal Tool (Средство удаления вредоносных программ) — программа-утилита от Microsoft, предназначенная для удаления вирусных программ. Проверяет компьютер на наличие таких вредоносных программ, как Blaster, Sasser, Mydoom, и, в случае обнаружения, удаляет их. Проверяет компьютер на наличие порядка 200 различных вирусов (по состоянию на 2011 год). Имеет статус freeware-программы. Базы сигнатур программы обновляются через службу Windows Update ежемесячно.

## Описание
Первая версия данного антивируса была выпущена 13 января 2005 года для операционных систем Windows 2000, XP, 2003. Утилита распространяется в качестве одного из обновлений системы Windows Update, но также доступна для скачивания на сайте Microsoft (в Microsoft Download Center).
Обычно обновления программы публикуются во вторник патчей (Patch Tuesday, второй вторник каждого месяца) через систему Windows Update. После обновления происходит однократный запуск фонового сканирования. В случае обнаружения вируса пользователю выдается сообщение, также ведётся лог-файл %windir%\debug\mrt.log. Для принудительного запуска сканирования возможен запуск "mrt.exe" при помощи CMD.EXE или через функцию Run (Выполнить программу) стартового меню (меню "Пуск"). В связи с окончанием поддержки Windows 2000 в июле 2010 года, утилита MSRT больше не распространяется через Windows Update для этой версии операционной системы, однако возможно ручное скачивание свежей версии и её запуск.
В утилите по умолчанию ведётся отправка анонимных отчётов (spyware) в Microsoft в случае обнаружения вирусов. Эта особенность описана в пользовательском соглашении утилиты (EULA) и, гипотетически, может быть отключена путём добавления недокументированной опции напрямую в реестр (требуются привилегии администратора ПК).
В июне 2006 года Microsoft сообщала что с января 2005 года при помощи утилиты было удалено 16 миллионов экземпляров вирусного ПО с 5,7 миллионов персональных компьютеров (из приблизительно 270 миллионов компьютеров с Windows). В отчёте отмечалось, что утилита удаляет вирусное ПО в среднем на 1 ПК из 311.
В 2008 году MSRT удалила вирусы, крадущие пароли к играм, с 2 миллионов ПК за одну неделю. За июнь 2008 года обновление MSRT было скачано более 330 миллионов раз.
Агрессивная политика Microsoft по борьбе с некоторыми ботнетами при помощи обновлений к MSRT являлась одной из основных причин их уменьшения, например, в случае с червём Storm.
В мае 2009 Microsoft объявила об удалении кейлогеров и других утилит кражи паролей с 859 тысяч ПК.
Отмечается способность утилиты обнаруживать некоторые вирусы, использующие технику rootkit.
Утилита MSRT обнаруживает только популярные вирусы и не обеспечивает полной защиты от всех возможных вирусов. Рекомендуется её использование совместно с классическими коммерческими антивирусами.
Для обнаружения вирусов MSRT использует технику сигнатурного поиска.

## Поддерживаемые вирусы
Blaster, Sasser, MyDoom, DoomJuice, Zindos, Berweb (он же Download.Ject), Gailbot, Nachi, Win32/Sefnit

## Интересные факты
- Множество пользователей ОС Microsoft даже не подозревают о наличии ежемесячно обновляемого антивируса в составе обновлений[12].
- По мнению консультанта The Guardian, Jack Schofield утилита MSRT обнаруживает настолько мало вредоносных программ, что практически не предоставляет защиты от вирусов. В то же время он называет утилиту безвредной[19].